# Histoire constitutionnelle de la Turquie
Pour les autres articles nationaux ou selon les autres juridictions, voir Histoire constitutionnelle.

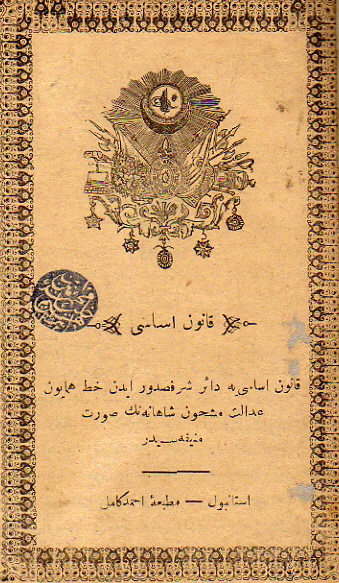
La Constitution de l'Empire ottoman de 1876 (en turc ottoman : Kanun-ı Esasî), la première de l'histoire de la Turquie.

L'histoire constitutionnelle de la Turquie s'étend sur plusieurs siècles. À travers les siècles, la Turquie eut de nombreuses constitutions qui caractérisèrent l'établissement stable et durable de son statut d'Etat-nation, de sa démocratisation, et de sa reconnaissance vis-à-vis du droit international.
L'actuelle constitution turque a été ratifiée en 1982. D'autres textes datent de 1924, 1961, et 2010. Un projet de nouvelle constitution est actuellement débattu, en vue de permettre à la Turquie d'adhérer à l'Union européenne, par le respect de ses critères politiques et institutionnels.

## Dates-clés
- 1876 : Constitution de l'Empire ottoman de 1876, durant la Première période constitutionnelle ottomane de 1876 à 1878.
- 1908 : Restauration de la constitution de 1876 durant la Seconde période constitutionnelle ottomane de 1908 à 1920.
- 1921 : Constitution turque de 1921.
- 1924 : Constitution turque de 1924.
- 1961 : Constitution turque de 1961, introduction d'une chambre haute, le Sénat, afin de former un système bicaméral.
- 1982 : Constitution turque de 1982, abolition du Sénat, retour à un système monocaméral.
- 2017 : Réforme constitutionnelle turque de 2017, institution d'un régime présidentiel.